# Herman 4. af Hessen-Rotenburg
Landgrev Herman 4. af Hessen-Rotenburg (tysk: Hermann von Hessen-Rotenburg; 15. august 1607 – 25. marts 1658) var den første landgreve af det delvist uafhængige landgrevskab Hessen-Rotenburg fra 1627 til sin død i 1658. 
Han var en yngre søn af Landgreve Moritz af Hessen-Kassel i hans andet ægteskab med Juliane af Nassau-Dillenburg. Ved arvedelingen efter faderens død i 1627 modtog han et mindre område af faderens besiddelser, og opslog sin residens i Rotenburg. Herman døde uden arvinger i 1658 og Hessen-Rotenburg tilfaldt broderen Ernst.